# 亚罗士打站
亚罗士打站是马来西亚吉打州亚罗士打市的火车站，属于KTM电动列车服务（ETS）和KTM通勤铁路北马区的其中一站。马来亚铁道公司是该车站的主要经营者。

## 主要路线
- 巴东勿刹往返吉隆坡中央車站或昔加末（ETS）
- 巴东勿刹往返北海（通勤铁路）

而ETS包含了以下三种服务：
- 白金 - 巴东勿刹往返吉隆坡中央車站（每日4对）
- 快车 - 巴东勿刹往返吉隆坡中央車站（每日1对）
- 金色 - 巴东勿刹往返昔加末（每日1对）